# Diffida
La diffida, nell'ordinamento giuridico italiano, è un atto con il quale si inoltra avviso formale a una persona di compiere o di non compiere una determinata azione.
Può essere inviato in varie forme, generalmente con posta raccomandata, costituisce una intimazione ad adempiere e può contenere l'avvertimento nei confronti del ricevente che, se non mettesse in pratica determinate azioni o praticasse azioni illegittime o indesiderate, si procederà con l'adire le vie legali anche con possibile denuncia all'autorità giudiziaria italiana.

## Caratteristiche
A differenza della semplice intimazione ad adempiere o costituzione in mora (regolata nel Codice civile italiano dall'art. 1219 c.c.), la diffida ad adempiere richiede la volontà espressa del soggetto inviante la diffida, che si produca l'effetto giuridico della risoluzione del contratto in caso di protrazione dell'inadempimento dell'altra parte. La diffida ad adempiere è regolata dall'art. 1454 del codice civile che, testualmente, prevede:
Il termine non può essere inferiore a 15 giorni, salvo diversa pattuizione delle parti o salvo che, per la natura del contratto o secondo gli usi, risulti congruo un termine minore. Decorso il termine senza che il contratto sia stato adempiuto, questo è risoluto di diritto.»
In concreto quindi, l'inadempimento di una parte, abilita la parte adempiente ad avvalersi della risoluzione del contratto per inadempimento mediante l'invio  alla parte inadempiente di una comunicazione scritta che contenga:
1. l'intimazione ad adempiere;
2. l'indicazione di un congruo termine entro il quale adempiere (nel rispetto di quanto stabilito dal secondo comma dell'articolo citato ovvero, in genere, non inferiore a 15 giorni);
3. La dichiarazione per cui, in caso di protratto inadempimento entro il congruo termine stabilito, il contratto si considererà risoluto di diritto.

Alla diffida ad adempiere deve essere comunque applicato l'art. 1455 c.c., pertanto la risoluzione del contratto opera solo se l'inadempimento è "di non scarsa importanza".

## Struttura
Dal punto di vista formale la diffida solitamente è strutturata in:
1. una prima parte in cui il diffidante espone le proprie generalità;
2. una seconda parte in cui si espongono in maniera circostanziata i fatti avvenuti oggetto della diffida;
3. una terza parte in cui si intima al destinatario di non agire o di agire entro un termine stabilito.

In genere l'autore della diffida annuncia l'intenzione di intraprendere un'azione legale in mancanza di quanto intimato

## La diffida ad adempiere
Un particolare tipo di diffida è la diffida ad adempiere, un atto unilaterale e  ricettizio di autonomia privata, con il quale il contraente, adempiente o in procinto di adempiere, di un contratto, intima all'altra parte di adempiere entro un dato termine.
Con quest'atto infatti una parte manifesta all'altro contraente una duplice volontà: quella conservativa del contratto in caso d'adempimento nel termine assegnato o, in mancanza di tale adempimento nel termine, quella risolutiva del contratto stesso che, in questo modo, si risolve automaticamente e stragiudizialmente in virtù della diffida inviata.